# Santoku
Le couteau santoku (三徳包丁, santoku-bōchō) est un couteau utilisé par les chefs cuisiniers japonais, proche du couteau de chef.

## Description
Le santoku est un couteau d'usage général. Il est conçu dans les années 1940 en réponse à l'evolution des usages en cuisine en cherchant à combiner les mérites des trois couteaux usuels existants jusque là mais à usage plus spécifique : le deba (pour les poissons), le gyuto (pour la viande) et le nakiri (pour les légumes). C'est ce qui lui donnera son nom, santoku signifiant "trois mérites".
Le santoku présente une lame d'environ dix à vingt centimètres de long dont le tranchant est droit. L'extrémité de cette lame est incurvée, formant un angle d'environ 60°. La lame elle-même est souvent pourvue d'alvéoles qui permettent aux aliments de se détacher facilement et de réduire la résistance lors de la coupe. Cette conception permet notamment de découper très finement les poissons crus à chair riche (saumon, truite, etc.) ainsi que les fruits fragiles (fraises, oranges, etc.) et les champignons.